# Joseph Hurley (Szenenbildner)
Joseph Hurley (* 6. Mai 1914; † 5. Oktober 1982 Los Angeles, Kalifornien) war ein Szenenbildner und Artdirector.

## Leben
Hurley begann seine Karriere im Filmstab 1953 als im Abspann nicht genannter Concept-Art-Illustrator bei den Dreharbeiten zu Jack Arnolds Horrorfilm Gefahr aus dem Weltall. 1956 war er, erneut ohne Credit, als Assistent des Artdirectors am Monumentalfilm In 80 Tagen um die Welt tätig. Im selben Jahr arbeitete er am B-Movie Im Sturm der Leidenschaft erstmals als verantwortlicher Artdirector. Sein zweiter und gleichzeitig letzter Film in dieser Funktion war Alfred Hitchcocks Psycho.
1961 war er hierfür zusammen mit Robert Clatworthy und George Milo für den Oscar in der Kategorie bestes Szenenbild nominiert, die Auszeichnung ging in diesem Jahr jedoch an Billy Wilders Das Appartement. Zwischen Ende der 1960er und Anfang der 1980er Jahre war er wieder als Illustrator tätig, unter anderem an Chinatown, Das China-Syndrom und Wenn der Postmann zweimal klingelt.

## Filmografie (Auswahl)
- 1953: Gefahr aus dem Weltall (It Came from Outer Space)
- 1956: In 80 Tagen um die Welt (Around the World in Eighty Days)
- 1960: Psycho
- 1974: Chinatown
- 1979: Das China-Syndrom (The China Syndrome)
- 1981: Wenn der Postmann zweimal klingelt (The Postman Always Rings Twice)
- 1982: Das schönste Freudenhaus in Texas (The Best Little Whorehouse in Texas)

## Auszeichnungen (Auswahl)
- 1961: Oscar-Nominierung in der Kategorie Bestes Szenenbild für Psycho